# Johannes Henricus Gerardus Jansen
Johannes Henricus Gerardus Jansen (* 9. Mai 1868 in Leeuwarden; † 17. Mai 1936 in Utrecht) war ein niederländischer Geistlicher und römisch-katholischer Erzbischof von Utrecht.

## Leben
Er war der Sohn des Bäckers und Konditors Andreas Johannes Jansen und der Maria Anna Mulder. Zusammen mit seiner älteren Schwester wuchs Jansen in Friesland auf und fühlte sich dieser niederländischen Provinz sein Leben lang verbunden. Er besuchte zunächst ab 1881 das angesehene Internat Rolduc und ab 1887 die kirchliche Schule Kuilenburg in Culemborg, bevor er 1887 in das Priesterseminar Rijsenburg bei Driebergen eintrat. Am 15. August 1893 empfing Jansen das Sakrament der Priesterweihe und wurde in den Klerus des Erzbistums Utrecht inkardiniert.
Von 1894 bis 1900 hatte er mehrere Kaplansstellen inne und wurde im Januar 1900 Professor für Bibelwissenschaft am Seminar Rijsenburg, obwohl er dazu keine besondere Vorbildung hatte. Seine wissenschaftlichen Veröffentlichungen reichten nach dem Urteil einiger Zeitgenossen nicht über ein populärwissenschaftliches Niveau hinaus, und auch unter seinen Studenten wurde seine wissenschaftliche Kompetenz sehr unterschiedlich beurteilt.
Ab 1908 war Jansen Pfarrer und nahm daneben ab 1909 auch die Aufgabe eines bischöflichen Inspekteurs wahr. Mit einem Artikel über die Erlaubnis für römische Katholiken, die Bibel zu lesen, zeigte er sich als – für seine Zeit – „progressiver“ Geistlicher. 1929 wurde er Dekan von Utrecht.
Jansen wurde nach dem plötzlichen Tod seines Vorgängers Henricus van de Wetering am 11. April 1930 zum Erzbischof von Utrecht ernannt und empfing am 5. Juni 1930 die Bischofsweihe durch den ehemaligen Apostolischen Internuntius in den Niederlanden Lorenzo Schioppa; Mitkonsekratoren waren der Bischof von Roermond, Laurentius Schrijnen und der Bischof von Breda, Pieter Hopmans. Sein Wahlspruch lautete: Spei meae anchoram in Deo figo („Meines Glaubens Anker werfe ich aus zu Gott“). In seiner Amtszeit als Erzbischof fiel besonders sein Wirken für die Frauenbewegung und die Jugendarbeit auf.
Am 6. Februar 1936 trat er aus gesundheitlichen Gründen als Erzbischof von Utrecht zurück und starb am 17. Mai desselben Jahres. Er wurde in der Metropolitankathedrale beerdigt.